# 孙广忠
孙广忠（1928年—2017年1月8日），原名孙镇，男，汉族，辽宁庄河人，中国工程地质学家，曾任中国科学院地质研究所研究员、博士生导师。